# Geoffrey Hall-Say
Geoffrey Hall-Say (27 aprile 1864 – 21 gennaio 1940) è stato un pattinatore artistico su ghiaccio britannico.

## Palmarès

### Olimpiadi
- Bronzo a Londra 1908 nel pattinaggio figure speciali maschile.